# Laura de la Santíssima Trinitat i Sant Sergi
La Laura de la Santíssima Trinitat i Sant Sergi (en rus Свято-Троицкая Сергиева лавра, Sviato-Tróitskaia Sèrguieva lavra) és un monestir ortodox rus, situat a Sérguiev Possad (Сергиев Посад), 70 km al nord-est de Moscou. Fundat el 1345 per Sergi de Ràdonej, és considerat un dels centres històrics de l'espiritualitat russa. El 1993 fou declarat Patrimoni de la Humanitat per la Unesco.

## Història

### Fundació
Al turó de Makovets, Sergi de Ràdonej va construir el 1345 una església de fusta en honor de la Santíssima Trinitat. La seva vida eremítica fou l'inici d'una primerenca comunitat monàstica. El 1355, Sergi va enviar una carta a l'aleshores Patriarca de Constantinoble, Filoteu Cocci, presentant la seva regla monàstica, que exigia la construcció d'edificis auxiliars, com ara el refectori, la cuina i la fleca. Aquesta carta va ser un model per a nombrosos seguidors de Sergi, que van fundar més de 400 monestirs.

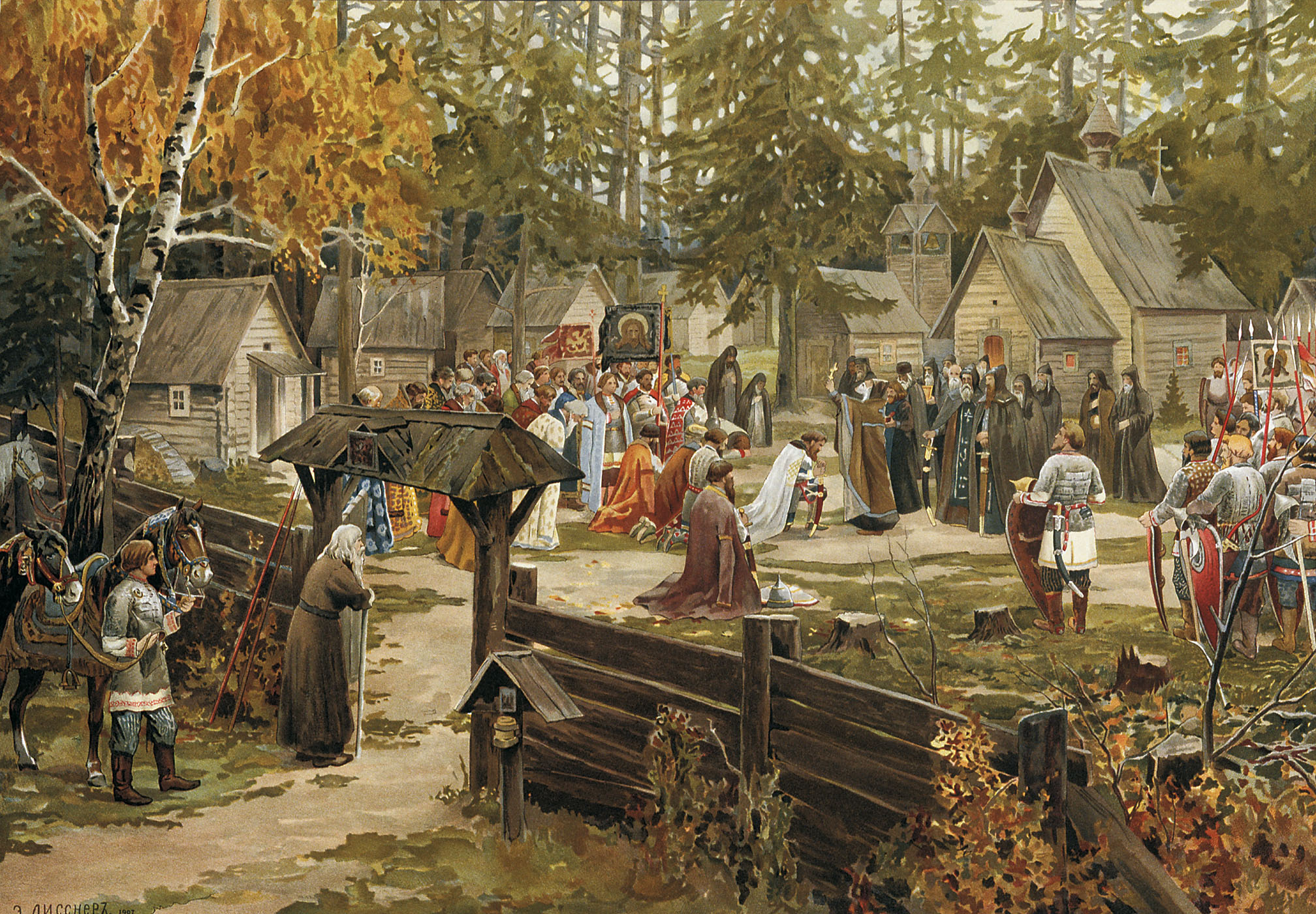
Sant Sergi beneint Demetri I de Moscou abans de la batalla de Kulikovo, en una pintura del 1907

Sergi donà suport a Demetri I en la seva guerra contra l'Horda d'Or, i va enviar dos monjos, Peresvet i Osliàbia, a la batalla de Kulikovo (1380). Poc abans de l'inici de la lluita, Peresvet va morir en un duel contra un bogatir tàrtar. Una incursió de la cavalleria tàrtara destruí i cremà el monestir el 1408.

### Segle XV
Sant Sergi va ser declarat patró de Moscou el 1422. El mateix any, a instàncies del nou hegumen Nicó, es va començar a treballar en la construcció d'una nova catedral de pedra, construïda per un equip de monjos serbis que havien trobat refugi al monestir després de la batalla de Kosovo Polje. Les relíquies de sant Sergi es dipositaren en la nova construcció, que també es dedicà a la Santíssima Trinitat. Els dos grans iconògrafs russos Daniil Txiorni i Andrei Rubliov pintaren els seus frescs. Rubliov és la figura més representativa de l'esclat creatiu i cultural que es va viure durant el segle xv al monestir i a tot Rússia. Ell pintà la coneguda icona de La Trinitat, probablement entre 1425 i 1428, per a la iconòstasi de la nova catedral (actualment se n'hi conserva una còpia, ja que l'original és a la Galeria Tretiakov). El 1476, Ivan III traslladà arquitectes de Pskov per construir l'església de l'Esperit Sant, l'estructura de la qual és un dels pocs exemples que queden d'una església russa acabada amb un campanar. A principis del segle xvi va ser ampliada per Basili III.

### Segle XVI
Encarregada per Ivan el Terrible el 1559, la catedral de l'Assumpció va trigar 26 anys a construir-se, prenent com a model l'homònima catedral del Kremlin, però de majors dimensions. L'iconòstasi, pintat els segles xvi i xviii, conté la Icona del Sant Sopar, obra mestra de Simon Uixakov. L'interior va ser decorat per un grup de pintors de Iaroslavl, cap al 1684, amb frescs de color blau fort i tons violeta. La cripta conté la tomba de Borís Godunov, la seva família, i alguns patriarques ortodoxos del segle xx. L'evolució del monestir propicia el ràpid creixement dels assentaments del voltant, que, progressivament, conformaren la moderna ciutat de Sérguiev Possad. El monestir es va convertir en un centre de renom freqüentat pels principals escriptors i iconògrafs. Just davant dels murs del claustre, el 1547 s'hi va establir el convent de Santa Paraskeva.

### Seglexvii

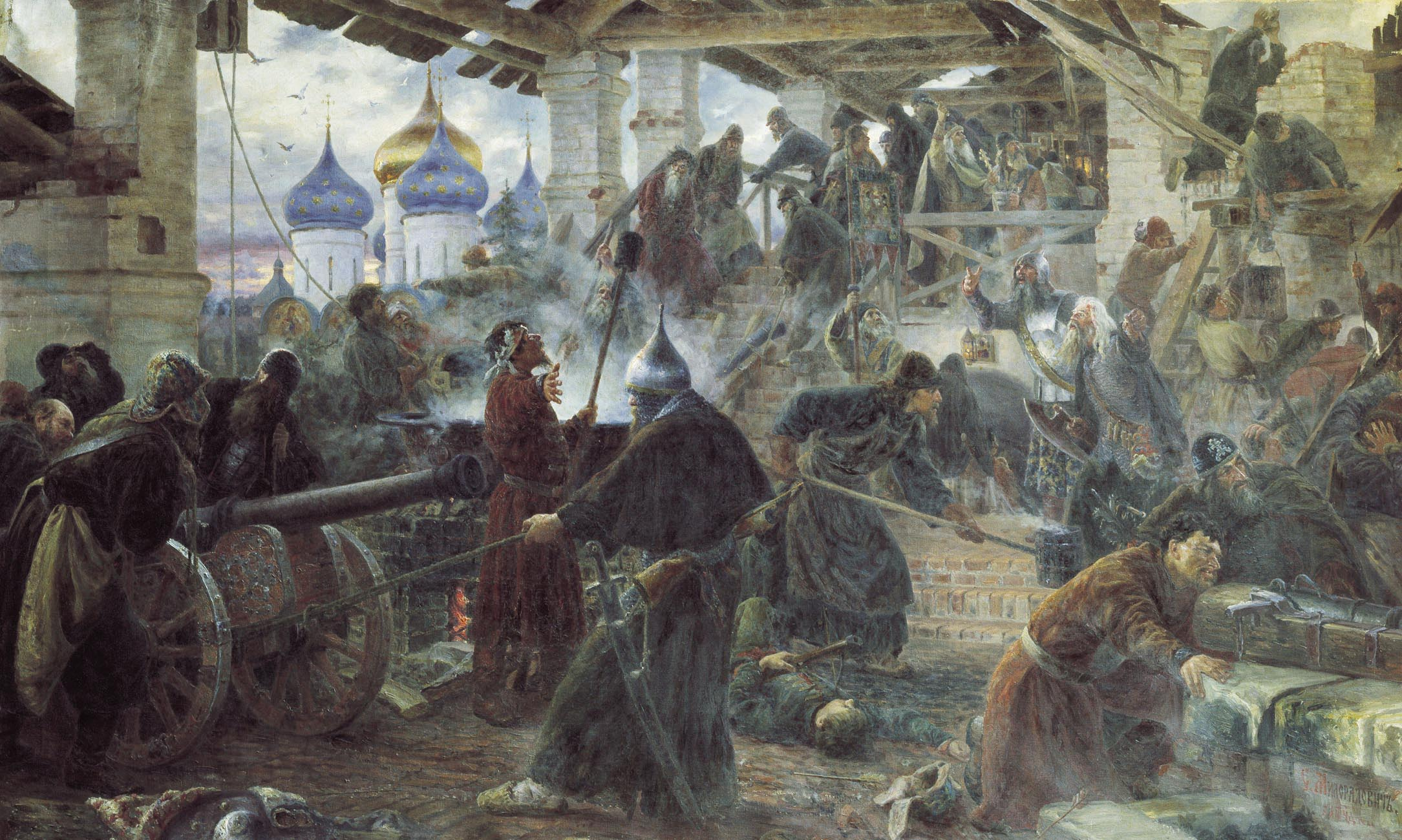
La defensa del monestir per monjos ortodoxos encapçalats pel cronista Avraami Pàlitsin (setembre de 1609 - gener de 1611); pintura de Serguei Miloràdovitx

Cap al final del segle xvi, el monestir va ser fortificat: la tanca de fusta que envoltava el claustre es va reemplaçar per una de pedra amb 1,5 km de llarg, junt amb dotze torres de defensa. Aquests canvis resultaren fonamentals per resisitir durant setze mesos el setge polonès (1608-1610), durant la guerra entre Moscou i la Confederació de Polònia i Lituània. El 1618 fou novament atacat per Ladislau IV i resistí sense capitular malgrat els danys soferts, com ho mostren els senyals al portal de la catedral, que es van deixar per tal de preservar la memòria dels enfrontaments.
Durant el segle xvii es van afegir al monestir diverses estructures, com un petit i luxós palau barroc que acollia els patriarques, un palau reial amb les façanes pintades amb un disseny escacat de colors brillants. El refectori de Sant Sergi, també pintat en escacat, amb els seus 510 metres quadrats era considerat el saló més gran de Rússia. L'Església de la Nativitat de Sant Joan Baptista (1693-1699), amb cinc cúpules, va ser encarregada per la família Stróganov. Durant aquest període també s'afegiren noves cel·les per als monjos, un hospital i una capella construïda sobre un pou sagrat descobert el 1644.

### Seglesxviiiixix
El 1744, l'emperadriu Elisabet I va atorgar al monestir la dignitat de Laura. El Metropolità de Moscou, d'ara endavant, també seria l'arximandrita de la Laura. Elizabet va afavorir especialment el monestir, i cada any anava a peu de Moscou al claustre. El seu amant Aleksei Razumovski, que l'acompanyava en aquests viatges, va encarregar l'església barroca de la Mare de Déu de Smolensk, l'últim gran santuari que es va erigir dins el recinte. També Elisabet feu donació d'un campanar d'estil barroc, blanc i blau, que amb els seus 88 metres va ser una de les estructures més altes construïdes a Rússia fins a aquella data. Els seus arquitectes van ser Ivan Mitxurin i Dmitri Ukhtomski.
Al llarg del segle xix, la Laura va mantenir el seu estatus de monestir més ric de Rússia. El seminari, fundat el 1742, va ser substituït per una Acadèmia Eclesiàstica el 1814. El monestir comptava amb una magnífica col·lecció de manuscrits i llibres medievals, fet que atreia milers de visitants. A Sérguiev Possad, el monestir va mantenir diverses sketes, en una de les quals van ser enterrats els filòsofs conservadors Konstantín Leóntiev i Vasili Rózanov.

### Segle XX
Després de la Revolució Russa de 1917, el govern soviètic va tancar la Lavra el 1920. Els seus edificis van ser assignats a diferents institucions cíviques o bé foren declarats museus. El 1930, les campanes del monestir, incloent la campana del Tsar, de 65 tones, van ser destruïdes. Una part important de la col·lecció de manuscrits es va dispersar en diferents col·leccions.
El 1945, arran de la tolerància temporal de Stalin cap a l'església durant la Segona Guerra Mundial, la Laura va ser retornada a l'Església Ortodoxa Russa. El 16 d'abril de 1946 es va renovar el servei diví a la catedral de l'Assumpció. La Laura va continuar sent la seu del Patriarcat de Moscou fins al 1983, quan es va permetre que la seu es traslladés al monestir de Danílov, a Moscou. Durant les dècades dels seixanta i setanta s'hi van realitzar importants obres de restauració. El 1993, va ser reconegut com a Patrimoni de la Humanitat per la UNESCO.